# Anne Bayefsky
Anne Bayefsky er en fremtrædende canadisk juraprofessor, menneskeretsforsker og aktivist. Hun har en bachelor, Master of Arts og Bachelor of Laws fra University of Toronto samt en Masters of Letters fra York University, Toronto, Canada. Hun er advokat i Ontario og fellow ved Hudson Institute hvor  hendes ekspertiseområder ligger inden for menneskerettighedsjura.
Bayefsky har været i den Canadiske delegation ved en række internationale møder og i FN-organisationer. Hun er aktiv i flere NGOer, heriblandt UN Watch .

## Publikationer
- The UN Human Rights Treaty System: Universality at the Crossroads, Transnational Publishers, (softbound), c. 2001; Kluwer Law International (hardbound), c. 2001;
- The UN Human Rights Treaty System in the Twenty-First Century, Kluwer Law International, c. 2000; (co-ed.)
- "The UN and the Jews"(PDFArkiveret 4. august 2004 hos  Wayback Machine) in Commentary magazine, February, 2004.
- Human Rights and Forced Displacement, Martinus Nijhoff Publishers, c. 2000; (ed.)
- ' 'Self-Determination in International Law: Quebec and Lessons Learned, Kluwer Law International, c. 2000;
- International Human Rights Law: Use in Canadian Charter of Rights and Freedoms Litigation, Butterworths, c. 1992;
- Canada's Constitution Act 1982 and Amendments: A Documentary History, Volume I and II, McGraw-Hill Ryerson, c. 1989; (ed.)
- Legal Theory Meets Legal Practice, Academic Printing and Publishing, c. 1988; (co-ed.)
- Equality Rights and the Canadian Charter of Rights and Freedoms, Carswell Co. Ltd., c. 1985.